# Susan Saint James
Pour les articles homonymes, voir Saint James.
Susan Saint James est une actrice américaine née le 14 août 1946 à Los Angeles, Californie (États-Unis).

## Carrière
Modèle durant son adolescence, Susan Saint-James s'impose surtout à la télévision, récurrente dans les séries Opération vol (1968-1970) avec Robert Wagner et Fred Astaire, Les Règles du jeu  avec Anthony Franciosa et Robert Stack, McMillan (1971-1977, où elle joue la femme de Rock Hudson) qui lui vaut quatre nominations aux Emmy Awards, apparaissant également dans d'autres séries comme L'Homme de fer ou M.A.S.H..
Au cinéma elle fut la partenaire de Peter Fonda (Outlaw Blues de Richard T. Heffron), George Hamilton (le parodique Le Vampire de ces dames en 1979), George Segal...
Dans les années 1980, elle est l'héroïne, avec Jane Curtin (qu'elle avait déjà croisée sur le film How to Beat the High Co$t of Living avec aussi Jessica Lange), de la sitcom Aline et Cathy (1984-1989). Malgré plusieurs nominations à l'Emmy Award, elle n'est pas récompensée pour cette série, contrairement à Curtin.
Depuis, elle s'est presque totalement retirée des écrans (épisode de New York, unité spéciale en 2006) mais elle a interprété sur scène en 1999 The Miracle Worker d'après l'autobiographie d'Helen Keller. Elle est inscrite en 1994 au Temple de la renommée des femmes du Connecticut. En 2008, elle obtient son étoile sur le Hollywood Walk of Fame.

## Filmographie
- 1966 : Fame Is the Name of the Game (TV) : Peggy Maxwell
- 1967 : Ready and Willing (TV) : Julia Preston
- 1967-1968 : L'Homme de fer    épisodes : Une fille dans la nuit (Girl in the Night): Elaine Moreau; La Dette (Something for Nothing) : Verna Cusack
- 1968 : Syndicat du meurtre (P.J.) de John Guillermin : Linette Orbison
- 1968 : Les Gamines explosives (Where Angels Go, Trouble Follows) de James Neilson : Rosabelle
- 1968 : What's So Bad About Feeling Good? : Aida
- 1968 : Les Complices (Jigsaw) de James Goldstone : Ida
- 1968 : Les Règles du jeu (The Name of the Game) (série TV) : Peggy Maxwell
- 1968-1970 : Opération vol (It Takes a Thief) (série TV) : Charlie Brown
- 1971 : Alias Smith and Jones (TV) : Miss Porter
- 1971 : Once Upon a Dead Man (TV) : Sally McMillan
- 1971-1976 : McMillan (McMillan and Wife) (série TV) : Sally McMillan
- 1972 : Magic Carpet (TV) : Timothea Lamb
- 1976 : Scott Free (TV) : Holly
- 1977 : Un couple en fuite (Outlaw Blues) : Tina Waters
- 1978 : Night Cries (TV) : Jennie Haskins
- 1978 : Desperate Women (TV) : Esther Winters
- 1979 : The Girls in the Office (TV) : Rita Massaro
- 1979 : Le Vampire de ces dames (Love at First Bite) : Cindy Sondheim
- 1979 : Sex and the Single Parent (TV) : Sally
- 1979 : S.O.S. Titanic (TV) : Leigh Goodwin
- 1980 : Les nanas jouent et gagnent (How to Beat the High Co$t of Living) de Robert Scheerer : Jane
- 1981 : Carbon Copy : Vivian Whitney
- 1982 : The Kid from Nowhere (TV) : Samantha 'Sam' Kandal
- 1982 : Don't Cry, It's Only Thunder de Peter Werner : Katherine Cross
- 1983 : After George (TV) : Susan Roberts
- 1983 : I Take These Men (TV) : Carol Sherwood
- 2006 : New York, unité spéciale (saison 7, épisode 16) : avocate de la défense Monica Bradshaw

## Récompenses et nominations

### Récompenses
- Emmy Award 1969 : Meilleure actrice dans un second rôle pour la série Les Règles du jeu